# ATREX
El ATREX (del inglés Air-Turbo Ramjet EXpander-cycle, o turbo-estato-reactor de ciclo expansivo, en español) es un motor a reacción experimental de ciclo variable del tipo de los turbo-estato-reactor, ideado para vuelo trans-atmosférico a muy alta velocidad, del orden de Mach 6 o superior. Las pruebas en tierra de este motor se realizaron con éxito en un modelo a escala. Fue propuesto en 2003 como sistema de propulsión principal para el prototipo japonés de avión espacial TSTO ideado por JAXA.
El TSTO (siglas del inglés two stages to orbit; dos etapas hasta la órbita, en español) es un concepto de aeronave capaz de salir al borde del espacio, utilizando para su propulsión mediante el motor ATREX el aire y obtener la necesaria velocidad de escape para el vehículo espacial que forma la segunda etapa.